# Glejosol
Glejosoly jsou referenční třída půd v Taxonomickém klasifikačním systému půd České republiky. Vznikají dlouhodobým působením podzemní vody, jejíž hladina leží nehluboko pod povrchem. Projevují se výrazně vyvinutým reduktomorfním glejovým horizontem. Může u nich docházet k hydrogenní akumulaci humusu. Do referenční třídy glejosoly náleží půdní typ glej.

## Glej GL
Název glej pochází z lidové ukrajinštiny a značí maz, klih.
Ze všech půdotvorných činitelů převládá u glejů nejvíce působení mělce pod povrchem ležící podzemní vody (horní hranice podzemní vody je v hloubce 40 až 80 cm).[zdroj?] Vzlínající podzemní voda podmiňuje v glejích nedostatek vzdušného kyslíku, a proto dochází v půdním profilu k redukčním pochodům, při nichž se sloučeniny trojmocného železa redukují na sloučeniny železa dvojmocného. V důsledku těchto procesů se glejový horizont Gr vyznačuje zelenomodrými nebo okrově šedými barvami a nápadným skvrněním. V části půdního profilu nad horizontem Gr pak probíhají střídavě redukční a oxidační pochody podle toho, jak během roku kolísá hladina podzemní vody. Za vlhka je horizont Gr plastický, za sucha naopak velmi pevný.
Vedle horizontu Gr mohou mít gleje zrašelinělý humusový horizont akumulace organických látek. Gleje mají různá stádia vývoje podle mocnosti a hloubky výskytu horizontu Gr, existence oxidovaných partií a hydrogenních organických horizontů. Směrem do hloubky dochází k růstu hydromorfismu.
Gleje mají různou zrnitost a chemické vlastnosti, většinou jsou však kyselé až mírně kyselé s nenasyceným až mírně nasyceným sorpčním komplexem. Humusový horizont bývá tmavě šedohnedý prostoupený rezivě hnědými skvrnami a pruhy uspořádanými podle kořenů a bývá většinou horší kvality.
Glejové půdy jsou azonální, nacházejí se zejména na dně terénních depresí, v nejnižších částech širších niv nebo na úzkých nivách malých toků, a to zejména na nevápnitých vodních sedimentech. Často můžeme glej nalézt na rozhraní rašelinných půd.
Původní vegetací jsou lužní lesy a později kyselé louky. Hlavním půdotvorným procesem je glejový proces.
Stratigrafie půdního profilu: At (– T) – Gro – Gr 